# Papel amate

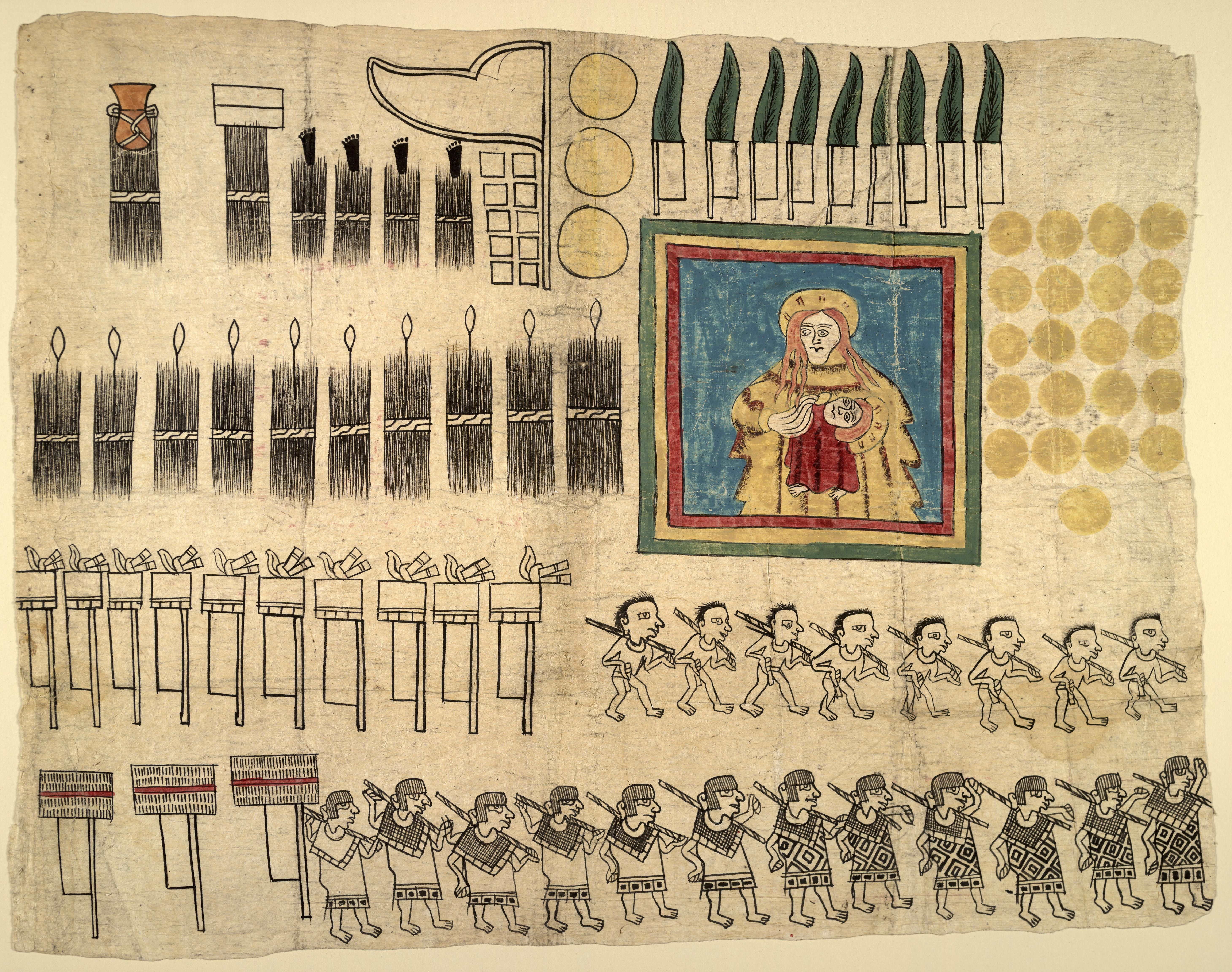
Detalle del Códice de Huexotzingo, pintado sobre papel amate.

El papel amate (del náhuatl: amatl) es un tipo de papel vegetal de manufactura artesana que se emplea en Mesoamérica desde la época prehispánica. 
Se obtiene de los jonotes blanco y rojo (Ficus cotinifolia y Ficus padifolia, respectivamente), cuyas cortezas se aplastan y cuecen en agua y cal. El resultado es una lámina fibrosa de colores que van del marrón oscuro al amarillo paja. Es un material parecido a las telas de corteza o barkcloths elaboradas por los pueblos autóctonos de las islas del Pacífico sur. Durante la época prehispánica y al principio del virreinato, este papel se elaboraba con la corteza interna de otros árboles, como el morus. 
Sus primeros usos se han ubicado en la lejanía del Preclásico Medio, a principios del primer milenio antes de la era cristiana. Asimismo, algunas representaciones iconográficas, como el personaje ataviado con orejeras del Monumento 52 de San Lorenzo (sureste de Veracruz, México), dan cuenta de su empleo. El papel amate no solamente se utilizó en la elaboración de códices (los Códices Techialoyan), sino también en ofrendas.
Hoy en día, y como una manera de fomentar el turismo vivencial, su manufactura aún se practica en la comunidad otomí de San Pablito (municipio de Pahuatlán, Puebla), donde existe un museo en que, además de mostrarse el proceso de elaboración, se exhibe una serie de grandes y artísticos diseños de este papel. 

## Manufactura

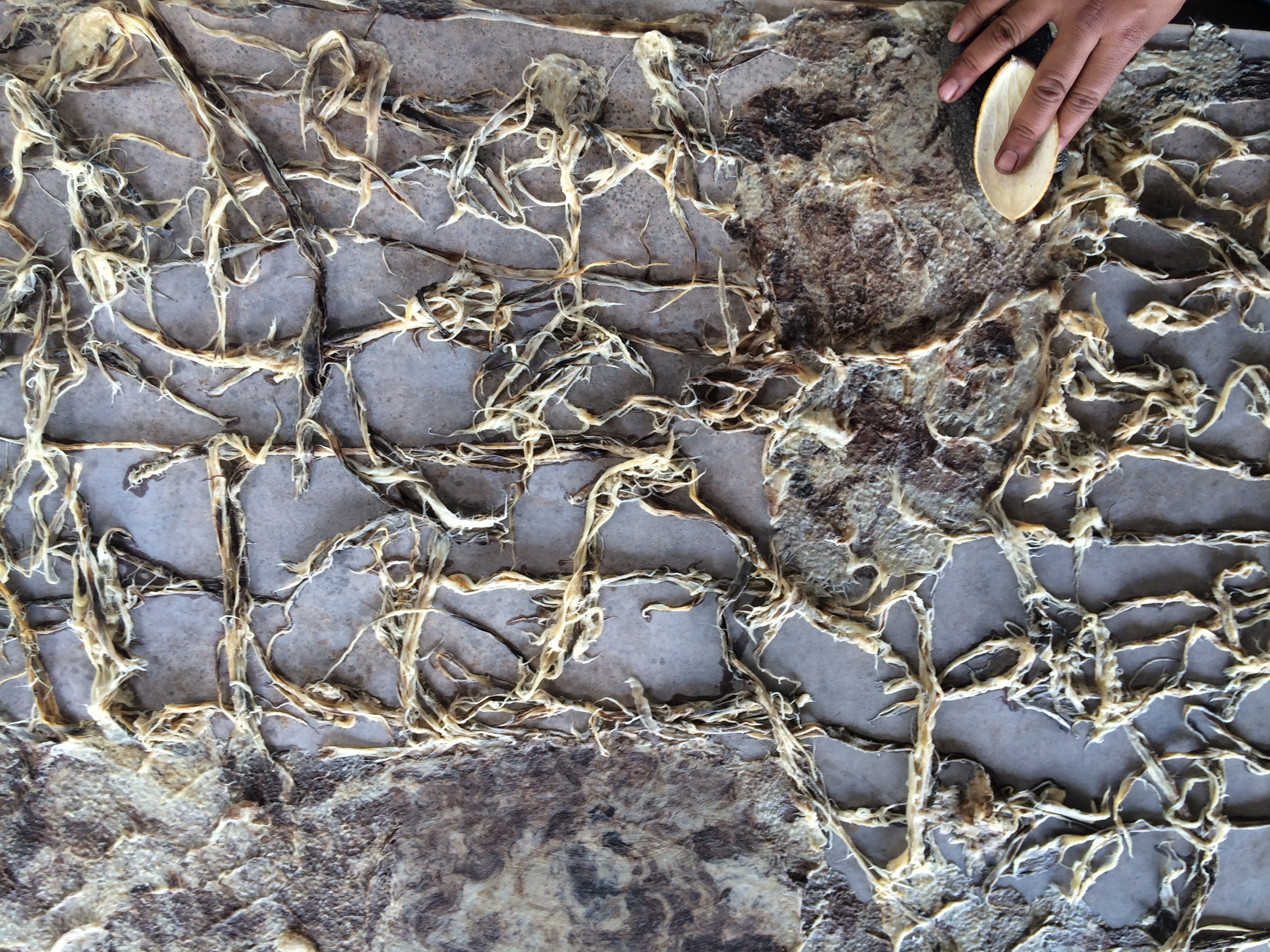
La pulpa parcialmente aplanada es frotada con una cáscara de naranja para darle un acabado suave. San Pablito, Puebla, México

Si bien ha habido innovaciones menores, el papel amate aún utiliza el mismo proceso básico utilizado en el periodo prehispánico. EL proceso comienza obteniendo la corteza para hacer la fibra. Tradicionalmente, se utilizan árboles de la familia del ficus. (Ficus). Las especies más usadas son F. cotinifolia, F. padifolia y F. petiolaris, el árbol tradicional del amate, y otras especies no relacionadas al ficus Morus celtidifolia, Citrus aurantifolia y Heliocarpus donnellsmithii. Se prefiere la suave corteza interior del árbol, aunque otras partes se usan también.
En el periodo prehispánico, la corteza se mojaba por un día o dos para suavizarla. Una innovación documentada en el siglo XX fue la de hervir la corteza, lo cual acelera el proceso. Para acortar el tiempo de suavizado aún más, cenizas o cal se mezclaban en el agua. Ahora se utiliza también sosa cáustica la cual puede reducir el tiempo de hervido a seis y hasta a tres horas. Después de hervida, se enjuaga en agua limpia, y, si se requiere, se blanquea total o parcialmente utilizando cloro. Si el papel se colorea, se utilizan anilinas industriales en la mayoría de los casos.
Las fibras húmedas se colocan en tablas del tamaño del que se quiere hacer el papel. Las tablas se frotan con jabón para que las fibras no se peguen. Las fibras se acomodan en tablas de madera y son aplanadas a golpes con una piedra volcánica. EL papel de mayor calidad es hecho acomodando las fibras a modo de retícula. SI se busca un acabado más tosco o rústico, las fibras se colocan de modo más caótico. Este proceso de maceración libera carbohidratos solubles que sirven como resina para aglutinar el papel. Una vez aplanado, se puede frotar el papel con una cáscara de naranja si se quiere dar un acabado liso y suave.
La masa aplanada se lleva a secar al sol, aún en la tabla. Dependiendo del clima, soleado o no, esto puede llevar desde un par de horas hasta días.